# Agarak (Meghri)

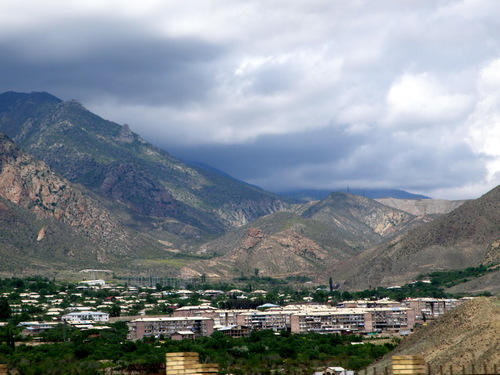
Blick über Agarak (2006)

Agarak (armenisch Ագարակ) ist ein Dorf in der südarmenischen Provinz Sjunik und gehört zur Stadtgemeinde Meghri, seitdem es im September 2016 seinen Stadtstatus als sogenannte Siedlung städtischen Typs verlor. Agarak liegt im Grenzgebiet zu Iran und zur aserbaidschanischen Exklave Nachitschewan. Das Dorf ist nicht zu verwechseln mit dem ebenfalls in Sjunik gelegenen Dorf Agarak nahe der Grenze zu Arzach.

## Geografie
Das Dorf liegt in der Provinz Sjunik. Die Entfernung zur Provinzhauptstadt Kapan beträgt rund 80 km, zur armenischen Hauptstadt Jerewan 380 km.
Bei der Volkszählung 2001 wurde die Einwohnerzahl von 4801 ermittelt. Im Januar 2009 lebten 4872 Einwohner in Agarak.

## Wirtschaft und Verkehr
Wirtschaftliche Bedeutung besitzt der Ort vor allem im Handel zwischen Iran und Armenien, da sich im Süden des Dorfes der einzige Grenzübergang zwischen beiden Ländern befindet.
Nördlich des Ortes befindet sich ein großer Kupfer-Molybdän-Tagebau.
Die ehemalige Stadt hatte seit 1941 einen Bahnhof an der damals eröffneten Bahnstrecke Ələt–Culfa. Aufgrund des bei Auflösung der Sowjetunion ausbrechenden Konflikts zwischen Armenien und Aserbaidschan um Bergkarabach wurde der Verkehr ab 1989 mehrfach unterbrochen, je nach militärischer Lage wieder aufgenommen, 1995 aber endgültig eingestellt.

## Städtepartnerschaften
- Salihorsk[3], Belarus.